# ビルダーズ・オールド・メジャメント
ビルダーズ・オールド・メジャメント(Builer's Old Measurement, BOM)はイギリスで1720年から1849年まで使用されていた全長と全幅から船の積載量を計算する推定法である。式は、
- Length - 全長(フィート)。船首材から船尾材までの長さ。
- Beam - 全幅(フィート)。船体の最大幅[1]。

このようにBOMは船の積載量をトンで推定するが、これは載貨重量トン数として知られているものである。
ビルダーズ・オールド・メジャメント計算法は蒸気推進が一般的になると廃れていった。蒸気船は帆船より全長と全幅の比が大きく、さらに船内空間の多くを機関室が占めているからである。
1849年、イギリスでムアサム・システムが考案される。これは貨物積載量を立方フィートで推定するもので、重量ではなく容積を使用していた。求められた容積は「容積トン」で表示され、これは100立方フィートと等しい。

## 歴史と変種
1303年エドワード1世によりイングランドにおいて歴史上はじめて商船から税金が徴収された。これは船の積載量に基づくものであった。その後エドワード3世が1「タン」(tun)の輸入ワインに3シリングの税金をかける。当時の「タン」は252ガロンの樽を意味しており、おおよそ2240ポンドの重量があった。この税金のために考案された積載量の計算法は、
- Length - 全長。特に定義されていない。
- Beam - 全幅。
- Depth - 深さ。竜骨から主甲板までの高さ。
- 100 - 分母は1立方フィートにつき1タンとなるように設定されている[1]。

1678年、テムズ川の造船業者は船の積載量を満載排水量の3/5と仮定する載貨重量トン数の推定法を考案した。船の排水量はは全長×全幅×喫水×ブロック係数で求められるので、これを重量に換算するために1トンの海水の体積である35立方フィートで割る。すると載貨重量トン数の公式は、
- Draft - 喫水。全幅の半分と推測できる。
- 0.62 - はブロック係数の平均値である。

もしくは係数をまとめて、
となる。
1694年、イギリスの法は新しい計算法として似た式を指定する様になった。
この公式は1720年にBOMに取って代わられるまで使用されており、法的には1773年まで有効だった。